# NGC 2822
NGC 2822 é uma galáxia elíptica (E) localizada na direcção da constelação de Carina. Possui uma declinação de -69° 38' 39" e uma ascensão recta de 9 horas, 13 minutos e 49,8 segundos.
A galáxia NGC 2822 foi descoberta em 29 de Janeiro de 1835 por John Herschel.